# Sant'Agata de' Goti
Sant'Agata de' Goti és un municipi situat al territori de la província de Benevent, a la Campània (Itàlia). Es troba en una gran gola del riu Isclero entre els contraforts meridionals del massís del Taburno i el nord Saucolo de la muntanya, on coincideixen la vall Telesina que s'inclina cap al sud i la vall de Maddaloni i vall Caudina. El districte limita amb Caserta. Des del 2012, entrà en l'Associació dels Pobles més bells d'Itàlia.

## Etimologia
El nom es refereix al culte a la patrona de la ciutat, santa Àgata. La determinació fa referència a una colònia de gots que s'assentaren a l'indret.

## Història
Segons els estudis històrics més fiables, es troba sobre Satícula, una ciutat samnita a la frontera de Campània, esmentada al 343 ae, on el cònsol Corneli acampà durant la Primera Guerra samnita, ja que s'arriscava a perdre l'exèrcit i se salvà gràcies a l'habilitat de Deci. Al 315 ae, durant la Segona Guerra samnita, Satícula fou assetjada pel dictador Lucius Emilius i fou presa per Fabi. El 313 va haver-hi una colònia i durant la Segona Guerra Púnica es va mantenir fidel a Roma. Menys establerta és una teoria que la identifica amb l'altra ciutat de Sant'Agata samnita de Plístia.
El nom actual, Sant'Agata de 'Goti, es remunta a un segle més tard, al segle vi: quan els gots foren derrotats en el 553 en la batalla del Vesubi, se'ls va permetre romandre en les seues fortaleses com a súbdits de l'imperi: així, una colònia se'n va establir ací. La ciutat va ser presa pels llombards i esdevingué part del Ducat de Benevent; al 866, es va convertir en aliada dels romans d'Orient, i fou assetjada i presa per l'emperador Lluís II; al segle x era un bisbat. El 1038 s'hi refugià Pandolf IV de Càpua, juntament amb el bisbe Basili de Monte Cassino, per escapar de Conrad II: amb l'ajuda dels romans d'Orient la van defensar durant nou anys. El 1066 els normands la prengueren en possessió. El 1230 es concedeix al papa Gregori IX; a la primeria del segle xiv a Bartomeu Siginulf. Després al comte de Caserta, que la ven al provençal Isnard de Ponteves; el 1343 passa al poder de Charles Artus, fill del rei Robert i la seua esposa Andreana Acciaiuoli.
El 1400 pertanyia a Della Ratta, el 1528 a Acquaviva. Més tard, al Cossus fins a 1674; la comprà al 1696 Marzio Carafa, duc de Maddaloni, en la família del qual va romandre fins a l'abolició del feudalisme. La diòcesi de Sant'Agata de 'Goti, de l'arxidiòcesi de Benevent, es remunta a temps molt antics. El 960 el bisbat s'hi restaura amb el nomenament com a bisbe de Madelfrid. Entre els bisbes que van seure al tron de santa Àgata són particularment memorables Felice Peretti (1566-1572), després conegut com a papa Sixt V, i Alfons Maria de Liguori (1762-1775), doctor de l'Església i fundador de la Congregació del Santíssim Redemptor.
Hi ha moltes restes de l'època romana, com ara: làpides, inscripcions, columnes... Els cementeris excavats a la fi del segle xviii a la ciutat i a Sant Peter Presta, a prop d'allí, han tret a la llum bronzes i gerros amb figures roges saticulani de llum sobre fons negre, que es conserven al Museu Arqueològic Nacional de Nàpols, a Benevent i en alguns museus europeus.
Altres troballes importants com gerros de Mescla, pitxers arcaics geomètrics, tests, alguns gerros de Campània, Pulla i Lucània, objectes de bronze i làmpades romanes, es troben en residències privades.

## Territori
El nucli antic amb valuoses obres d'art està molt ben situat en una terrassa de tova entre dos afluents del riu Isclero. És un notable centre agrícola amb gran varietat de recursos industrials i comercials.

## Cultura

### Museus

#### Museu Diocesà de l'església de Santa Maria del Carmine
El museu, inaugurat al 1996, es troba a l'església barroca del Carmine. El patrimoni artístic que s'hi conserva inclou materials de diverses esglésies de la diòcesi, danyats pel terratrèmol de 1980. Entre les obres mestres que s'exhibeixen hi ha una col·lecció de pintures del segle xviii de diversos artistes; vestits dels bisbes de la diòcesi; mobles i objectes sagrats de diferents èpoques; algunes troballes arqueològiques, com una fulla paleocristiana del segle V-VI i una làpida del segle xiv. El museu té una secció dedicada als llocs on va viure sant Alfons, que fou bisbe de la diòcesi de Sant'Agata de' Goti. L'anomenada "Secció dels llocs alfonsians" és en una ala del palau episcopal.
Secció museu:
La secció del museu és a l'església de Nostra Senyora del Mont Carmel a la plaça del mateix nom. Hi ha diversos espècimens preservats també molt vells com una llosa paleocristiana del segle V-VI. Entre els quadres exposats hi ha un gòtic tardà: Pietat, atribuït a Silvestro Buono, un desterrament d'Agar i Ismael (1670-1680) i una Anunciació de Giaquinto (1702).
Ubicacions de la Secció Alfonsiana:
La secció de llocs alfonsians és al palau episcopal, a la Piazza Umberto I. El museu es divideix en un pati interior (on hi ha un lapidari) i en ambients que van ser habitats per sant Alfons.

### Esglésies i altres edificis religiosos Santagatesi

#### Església de la "Annunziata"

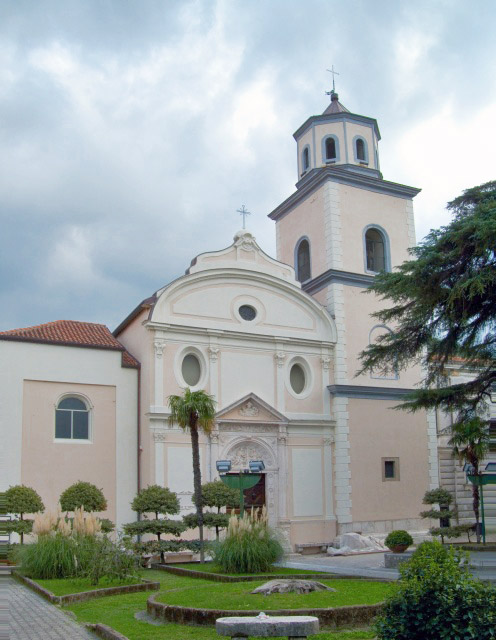
Sant'Agata de' Goti, església de l'Annunziata

Al 1764, Alfons Maria de Liguori constituí l'església parroquial de la població Sant'Agata. La façana principal combina trets del segle xvi i el barroc.

#### Església de Sant Menna
"Home venerable", així l'anomena Gregori el Gran (590-604), que va viure al segle vi al Sàmnium de Benevent, en l'època de la conquesta llombarda.

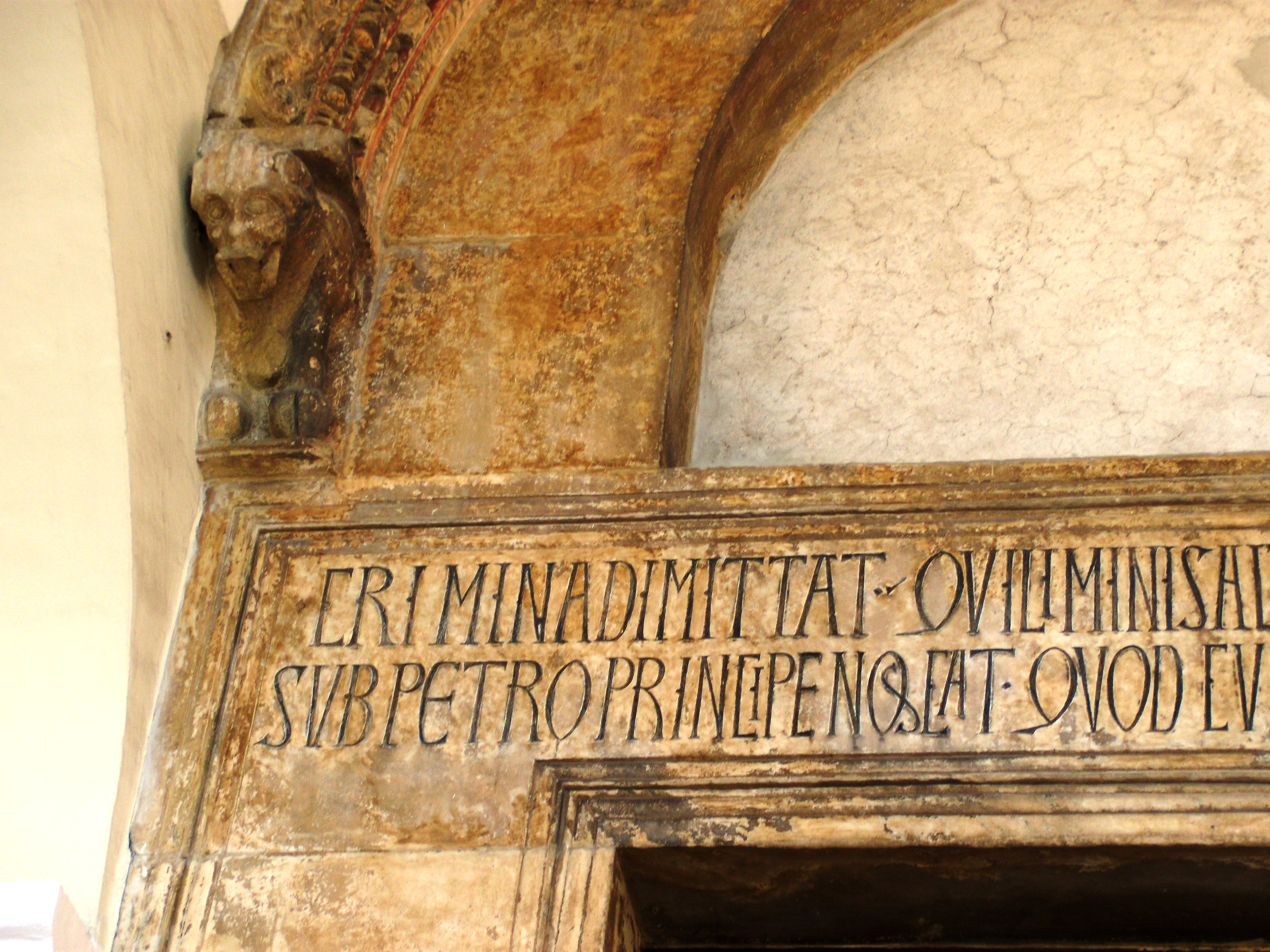
Sant'Agata de' Goti (7)

#### Església de Sant'Angelo in Muculanis

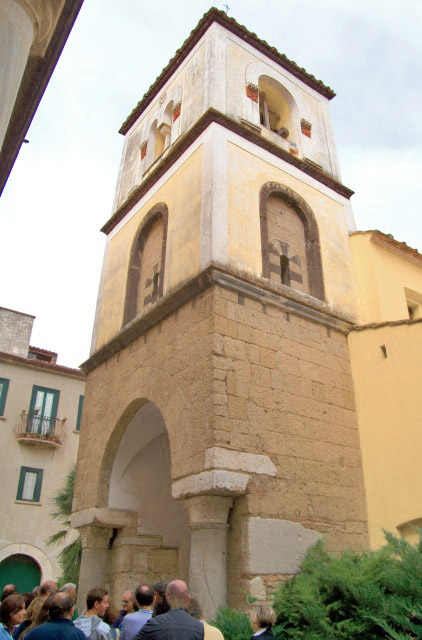
Església de Sant'Angelo in Munculanis

### Edificis civils
- Palau Jovene del Girasole;
- Palau Rainone;
- Palau del bisbe, que va sofrir molts canvis al llarg dels segles;
- Laboratori de l'empresa Mustilli, productora de vins; l'edifici està caracteritzat per una interessant volta de canó;
- Palau construït per voluntat de Cornelia Pignatelli, que li'l va regalar a l'Hospital Sant Giovanni di Dio, confrontant amb l'església de l'Annunziata.

Entre els segles xviii i xix hi sorgiren palaus amb patis, jardins penjants, hortes, que constitueixen les restes dels petits masos usats en l'antiga muralla durant els setges. Els més rellevants en són:
- Palau Viscardi;
- Palau Picone;
- Casa Mongillo;
- Palau Canelli;
- Palau Mustilli I i II; un dels dos té una col·lecció arqueològica que consta d'atuells, peces de bronze, monedes i joies. Les peces es trobaren en l'antiga Satícula; la família Mustilli la va heretar de la família Rainone, de la qual descendia, després de la seua extinció;
- Palau Bellotti-Passarelli, caracteritzat per un pati d'estil pompeià i per adorns i columnes blancs. El "pis noble" està adornat amb frescs;
- Palau Tidei;
- Palau del bisbe Jannotta;
- Palau de Silva;
- Palau Mosera, que es remunta al s. XVI; a l'interior hi ha una almàssera del segle xix; hui allotja l'Associació "Pro S. Agata - Pro Loco" i una biblioteca;
- Palau Testa, que hauria d'haver-se convertit en una estació de trens, però en acabant s'usà com a llar senyorial;
- Palau De Masi.

## Demografia
| Gràfica d'evolució demográfica de Sant'Agata de' Goti entre 1861 i 2001 |
|                                                                         |

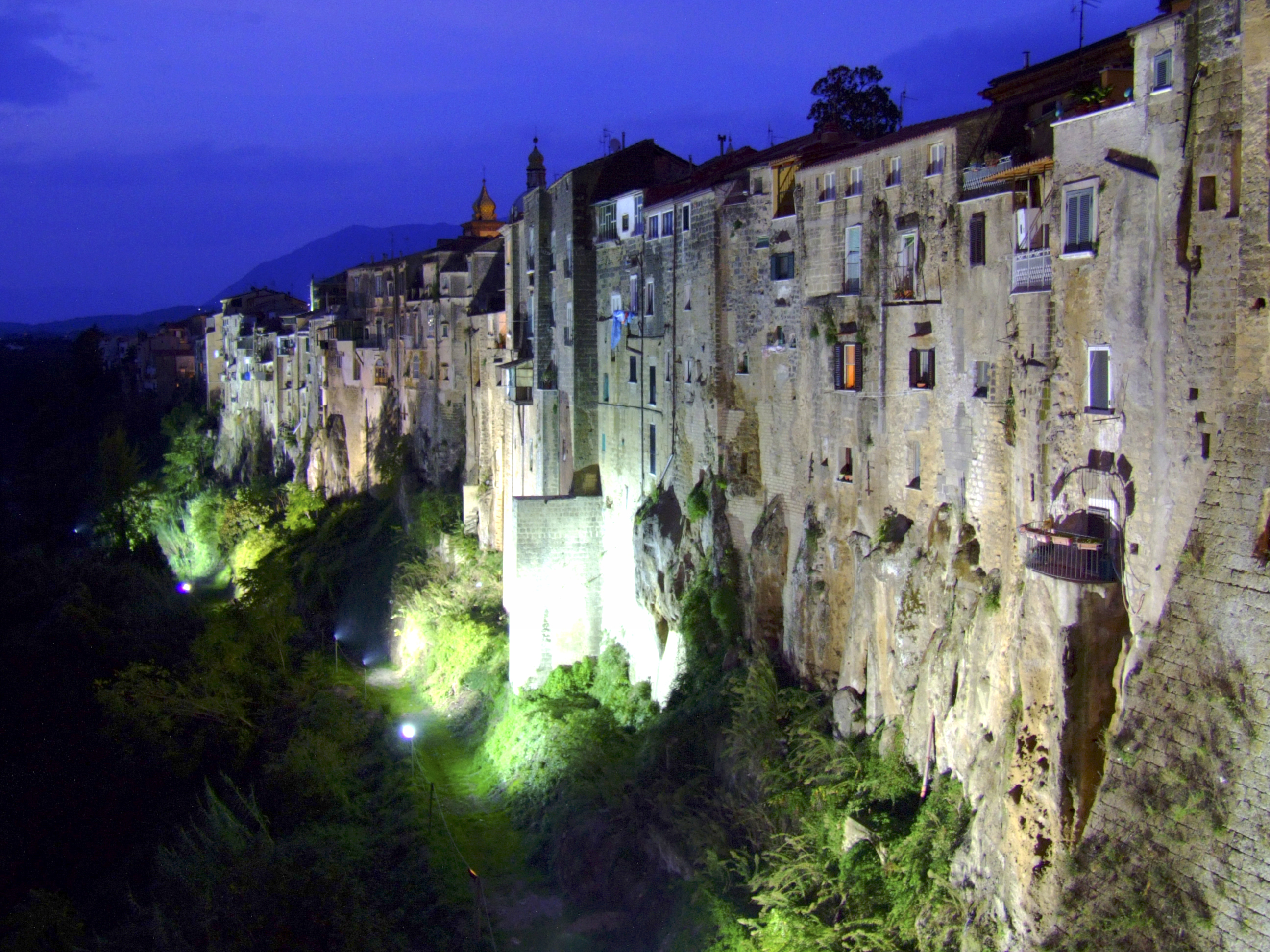
Sant'Agata de'Goti, vista nocturna

- Amb motiu de la celebració del 50é aniversari de la signatura dels tractats de Roma, en representació de la cultura i la llarga història del vell continent, Itàlia ha optat per presentar un extraordinari gerro grec que representa la violació d'Europa i de Sant'Agata de 'Goti. És un gerro amb figures roges de la tradició atenesa, que es remunta a mitjan segle iv aC, fet al taller de ceràmica de Paestum i per la firma Assteas. Que l'origen estiga en Sant'Agata de 'Goti no és sorprenent, ja que algunes de les millors obres de la fàbrica de Paestum es van trobar en aquest centre de Campània-samnita.

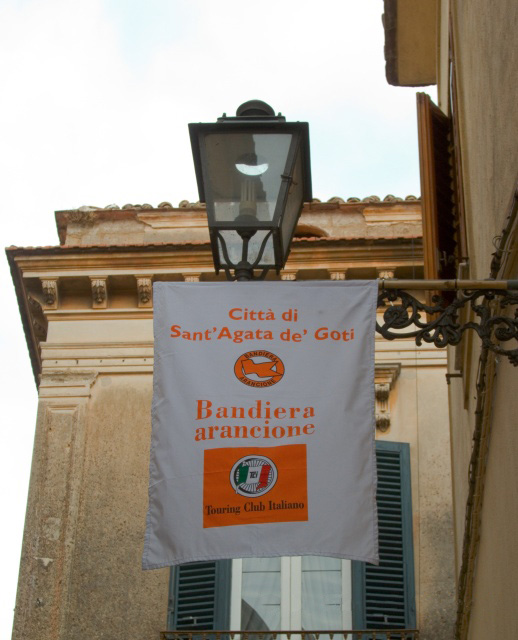
Sant'Agata de' Goti, bandera taronja